# Lake Ozark
Lake Ozark is een plaats (city) in de Amerikaanse staat Missouri, en valt bestuurlijk gezien onder Camden County en Miller County.

## Demografie
Bij de volkstelling in 2000 werd het aantal inwoners vastgesteld op 1489.
In 2006 is het aantal inwoners door het United States Census Bureau geschat op 1937, een stijging van 448 (30,1%).

## Geografie
Volgens het United States Census Bureau beslaat de plaats een oppervlakte van
20,1 km², waarvan 18,2 km² land en 1,9 km² water. Lake Ozark ligt op ongeveer 252 m boven zeeniveau.
Lake Ozark ligt aan de Osage River ten zuiden van de Bagnell Dam, een stuwdam die werd gebouwd tussen 1922 en 1931 om een waterkrachtcentrale aan te drijven. De afdamming van de Osage creëerde een groot stuwmeer achter de dam, het langgerekte Lake of the Ozarks dat zich uitstrekt over bijna 150 km stroomopwaarts.

## Plaatsen in de nabije omgeving
De onderstaande figuur toont nabijgelegen plaatsen in een straal van 16 km rond Lake Ozark.